# 恩宠之母堂 (阿雷佐)

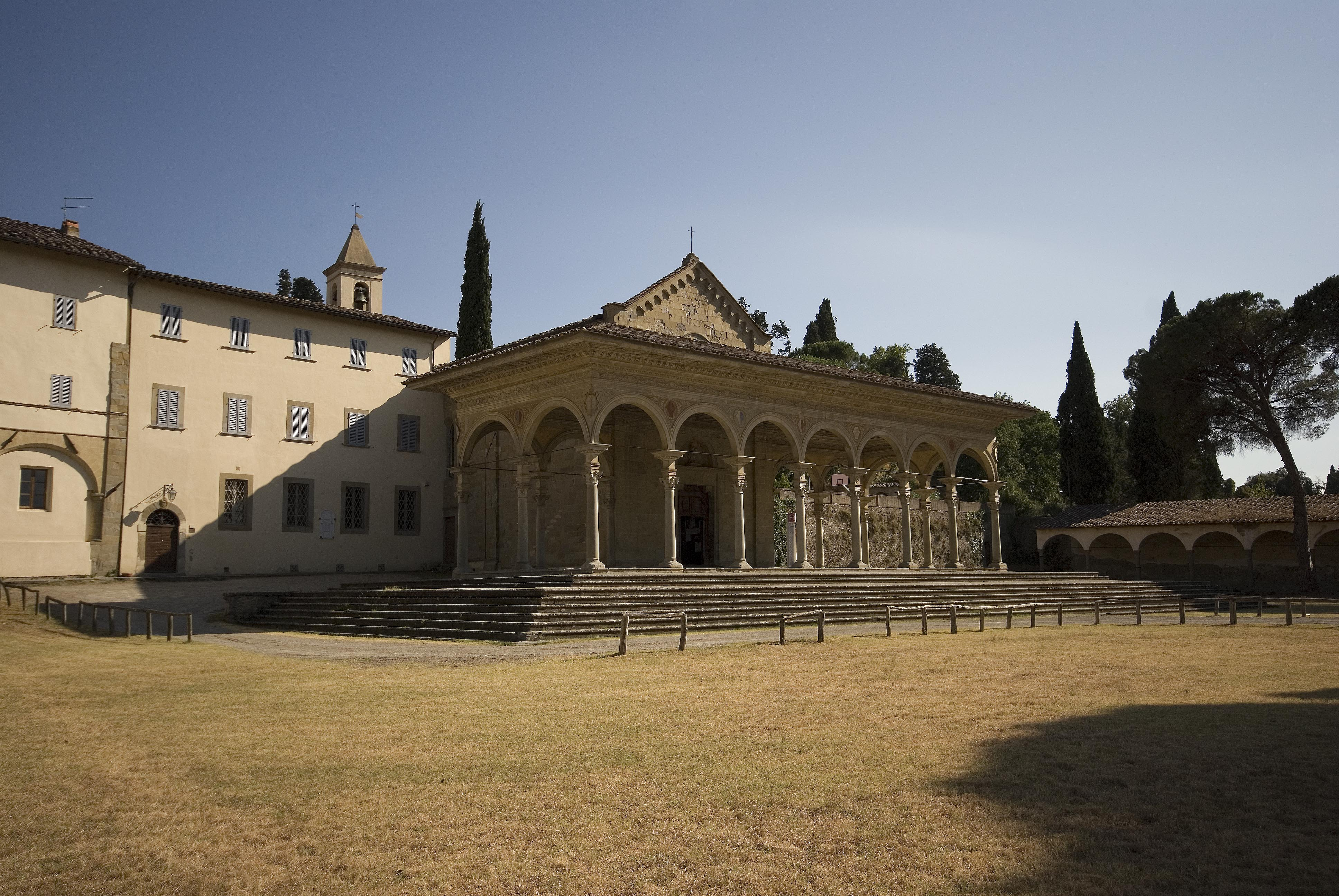
恩宠之母堂

恩宠之母堂（Santa Maria delle Grazie）是意大利中部托斯卡纳阿雷佐的一座教堂。
该堂位于一座伊特鲁里亚-古罗马时期阿波罗神庙的原址。1428-1431年，画家斯皮内利(Parri Spinelli)在这里绘制了壁画圣母象。现在插在安德烈亚·德拉·罗比亚的大理石祭台（1487年至1493年）上。
教堂本身建于1435至1444年，是一座晚期哥特式建筑，由Domenico del Fattore设计。右侧一个小堂供奉圣伯尔纳定，在他于1444年去世之后。
43°27′02″N 11°52′58″E / 43.4506°N 11.8829°E